# Go-Kart (film)
Go-Kart è un film del 2020 diretto da Owen Trevor.

## Trama
Un adolescente sviluppa una grossa passione per le corse di Go-Kart. Sarà sostenuto dagli amici e da un ex pilota che diventerà anche il suo coach.

## Distribuzione
Il film è stato distribuito attraverso la piattaforma Netflix a partire dal 13 marzo 2020.